# Jay Sean
Jay Sean, egentligen Kamaljit Singh Jhooti, född 26 mars 1981 i London, är en asiatisk-brittisk sångare av Indiskt ursprung. Sommaren 2009 fick Jay Sean sitt stora genombrott i USA och Europa, inklusive Sverige , med låten "Down" som spelats flitigt på radion.

## Diskografi

### Studioalbum
- Me Against Myself (2004)
- My Own Way (2008)
- All or Nothing (2009)